# Старогілево
Старогі́лево (рос. Старогилево, башк. Иҫке Гилев) — присілок у складі Благовіщенського району Башкортостану, Росія. Входить до складу Ільїно-Полянської сільської ради.